# Anaglyptus arakawae
Anaglyptus arakawae là một loài bọ cánh cứng trong họ Cerambycidae.